# Wilde Maus (Toverland)
Wilde Maus XXL is een wildemuis-achtbaan die eigendom is van de Duitse kermisexploitant Eberhard. De achtbaan is van het type Wilde Maus van MACK Rides en werd in 2012 flink uitgebreid, waardoor de achtbaan hoger en langer werd, en ook het grondoppervlakte groter werd.

## Geschiedenis
De achtbaan heeft in een aantal parken gestaan als tijdelijke attractie. De achtbaan werd toen door exploitant Kinzler aan de betreffende parken verhuurd. 

### Walygator Grand-Est
Vanaf 5 augustus 2003 tot het eind van het seizoen heeft het in het Franse Walygator Grand-Est gestaan onder de naam Zig Zag. 

### Toverland
Onder de naam Wilde Maus werd de achtbaan in 2004 geopend in het Nederlandse Toverland doordat de attractie Booster Bike vertraging opliep en niet op tijd open kon gaan voor het grote openingsfeest. Op het moment dat Booster Bike opende, sloot Wilde Maus en werd verwijderd uit het park. De attractie heeft er van juli tot augustus 2004 geopereerd en stond in het themagebied Wunderwald. 

### Sommerland Syd
Van 25 juni 2010 tot 9 december 2010 stond de achtbaan onder de naam Wilde Maus in het Deense attractiepark Sommerland Syd. 

### Freizeit-Land Geiselwind
Van 16 april 2011 tot en met 16 oktober 2011 heeft de achtaan in het Duitse attractiepark Freizeit-Land Geiselwind rondjes gedraaid. 

### Overname door Max Eberhard
In 2012 nam Eberhard de achtbaan over, waarna hij hem liet uitbreiden met een extra rondje bovenop de bestaande structuur. Sinds die uitbreiding noemt de achtbaan Wilde Maus XXL.
Lijst van attracties in Attractiepark Toverland · Afbeeldingen